# Mihálisz Kiriakídisz
Mihálisz Kiriakídisz (1930[forrás?]–?) (görögül: Μιχάλης Κυριακίδης) ciprusi nemzetközi labdarúgó-játékvezető.

## Pályafutása

### Nemzetközi játékvezetés
A Ciprusi labdarúgó-szövetség Játékvezető Bizottsága (JB) terjesztette fel nemzetközi játékvezetőnek, a Nemzetközi Labdarúgó-szövetség (FIFA) 1965-től tartotta nyilván bírói keretében. Több nemzetek közötti válogatott- és klubmérkőzést vezetett, vagy partbíróként segítette a működő játékvezetőt.  A ciprusi nemzetközi játékvezetők rangsorában, a világbajnokság-Európa-bajnokság sorrendjében többedmagával a 7. helyet foglalja el 1 találkozó szolgálatával. Az aktív nemzetközi játékvezetéstől 1972-ben búcsúzott. Válogatott mérkőzéseinek száma: 2.

#### Európa-bajnokság
Az európai-labdarúgó torna döntőjéhez vezető úton Belgiumba a IV., az 1972-es labdarúgó-Európa-bajnokságra az UEFA JB játékvezetőként foglalkoztatta.
| Időpont            | Helyszín                         | Mérkőzés típusa           | Mérkőzés          | Eredmény | Nézők száma |
| ------------------ | -------------------------------- | ------------------------- | ----------------- | -------- | ----------- |
| 1970. november 15. | Vaszilij Levszki Stadion, Szófia | előselejtező (2. csoport) | Bulgária–Norvégia | 1 : 1    | 21 465      |